# Helictotrichon dahuricum
Helictotrichon dahuricum là một loài thực vật có hoa trong họ Hòa thảo. Loài này được (Kom.) Kitag. mô tả khoa học đầu tiên năm 1939.